# Кастаїк (Каліфорнія)
Кастаїк (англ. Castaic) — переписна місцевість (CDP) в США, в окрузі Лос-Анджелес штату Каліфорнія. Населення — 18 937 осіб (2020).

## Географія
Кастаїк розташований за координатами 34°28′48″ пн. ш. 118°37′58″ зх. д. / 34.48000° пн. ш. 118.63278° зх. д. (34.480085, -118.632847).  За даними Бюро перепису населення США в 2010 році переписна місцевість мала площу 18,85 км², з яких 18,81 км² — суходіл та 0,05 км² — водойми.

## Демографія
Згідно з переписом 2010 року, у переписній місцевості мешкало 19 015 осіб у 5751 домогосподарстві у складі 4838 родин. Густота населення становила 1009 осіб/км².  Було 5932 помешкання (315/км²).
Расовий склад населення:
| - 71,6 % — білих - 11,4 % — азіатів - 3,3 % — чорних або афроамериканців - 0,6 % — корінних американців - 0,1 % — вихідців з тихоокеанських островів - 7,7 % — осіб інших рас |

До двох чи більше рас належало 5,3 %. Частка іспаномовних становила 24,8 % від усіх жителів.
За віковим діапазоном населення розподілялося таким чином: 30,3 % — особи молодші 18 років, 64,0 % — особи у віці 18—64 років, 5,7 % — особи у віці 65 років та старші. Медіана віку мешканця становила 35,6 року. На 100 осіб жіночої статі у переписній місцевості припадало 101,2 чоловіків;  на 100 жінок у віці від 18 років та старших — 99,8 чоловіків також старших 18 років.
Середній дохід на одне домашнє господарство  становив 111 366 доларів США (медіана — 104 427), а середній дохід на одну сім'ю — 115 906 доларів (медіана — 106 623). Медіана доходів становила 77 674 долари для чоловіків та 56 025 доларів для жінок. За межею бідності перебувало 6,8 % осіб, у тому числі 9,3 % дітей у віці до 18 років та 3,2 % осіб у віці 65 років та старших.
Цивільне працевлаштоване населення становило 9548 осіб. Основні галузі зайнятості: освіта, охорона здоров'я та соціальна допомога — 20,9 %, виробництво — 13,5 %, роздрібна торгівля — 9,9 %, науковці, спеціалісти, менеджери — 9,3 %.